# Хераклея Линкестис
Вижте пояснителната страница за други значения на Хераклея.
Хераклея или Хераклия Линкестис (на македонска литературна норма: Хераклеја Линкестис; на латински: Heraclea Lyncestis; на гръцки: Ἡράκλεια Λυγκηστίς) е античен град в котловината Пелагония в близост до съвременния град Битоля, Северна Македония.

## Местоположение
Остатъците от града са в южната периферия на Битоля, в местността Буковски гробища. Там има 50-метров рид, на западния край на Битолското поле. Тясно седло на запад го свързва с по-високи ридове и планината Неолица.

## История
Градът е основан в средата на IV век пр. Хр. от македонския цар Филип II Македонски в северозападната част на Македонското царство. Името на града произлиза от Херакъл, митологичния герой, смятан за родоначалник на македонската царска династия Аргеади, а Линкестис (от гръцки земя на рисове) е античното име на областта.
В античността през Хераклея минава Виа Егнация.

## Антични останки
На рида и в южното му подножие по река Сива вода е засвидетелстван живот от II век пр. Хр. до края на VI век. Разкопани са театър и Портика на съда - и двата от II век, римска баня от IV век, пет базилики - Голямата, Малката, Цивилната, гробищната Базилика извън стените и „Света Троица“ - и Епископската резиденция от края на V - VI век, тъй като градът е център на Хераклейската епископия. Църковните сгради са покрити имат мозаечни подове - едни от най-красивите запазени в страната.
Запазена е и крепостната стена, градена във II и обновявана в IV и VI век. Тя затваря пространство от 8 ha, намалено в VI век на 5 ha.

## Средновековни останки
Според Иван Микулчич акрополът на антична Хераклея е местоположението на несигурно идентифицирания средновековен град Битоля.
Хераклея е силно засегната от аварските и славянски нападения, които според намерените монети могат да се датират в 586 година. Частично са запазени няколко големи сгради - епископският комплекс с 2 базилики и дворец. Върху тях няколко века по-късно вероятно е изграден манастир и от него славянското селище получава името Битоля (от старобългарската дума обителъ). В гръцките документи крепостта е наричана Пелагония.

## Галерия
- Хераклея Линкестис на Виа Егнация.
- Мозайка в Хераклея.
- Мозайка в Хераклея
- Общ изглед към Хераклея